# Damone Brown
Damone Lamar Brown (Buffalo, 28 juni 1979) is een Amerikaans voormalig basketballer en basketbalcoach.

## Carrière
Brown speelde collegebasketbal voor de Syracuse Orange van 1997 tot 2001. In de NBA draft van 2001 werd hij als 37e gekozen door de Philadelphia 76ers. Hij speelde een seizoen voor de 76ers. In de zomer van 2002 speelde hij in de Shaw's Pro Summer League voor de Philadelphia 76ers. Hij nam daarna deel aan het trainingskamp van de 76ers. In oktober 2002 werd zijn contract door de 76ers ontbonden samen met dat van Ron Rollerson. Hij werd als 55e gekozen in de NBDL Draft 2002 door de North Charleston Lowgators en tekende voor het seizoen 2002/03. In januari 2003 tekende hij een 10-dagencontract bij de Toronto Raptors.
Hij keerde nadien terug naar de North Charleston Lowgators. In de zomer van 2003 speelde hij in de Reebok Pro Summer League voor de San Antonio Spurs. In september 2003 tekende hij bij de New Jersey Nets en nam deel aan hun trainingskamp. Hij speelde bij de ploeg bij tot in december 2003 toen zijn contract werd ontbonden om plaats te maken voor Mikki Moore. In januari 2004 tekende hij bij de Charleston Lowgators, in maart 2004 werd zijn contract er alweer ontbonden. Hij tekende in maart 2004 nog bij de Huntsville Flight voor de rest van het seizoen.
In de zomer van 2004 speelde hij in de NBA Summer League voor de New Jersey Nets, hierna tekende hij bij de Nets een contract in september 2004. Eind oktober 2004 werd zijn contract ontbonden samen met dat van Darius Rice. Hij keerde hierna terug naar de Huntsville Flight in december 2004. In maart 2005 tekende hij bij de Washington Wizards twee keer een 10-dagen contract en nadien voor de rest van het seizoen. In de zomer van 2005 speelde hij voor de Washington Wizards in de NBA Summer League. 
In september 2005 tekende hij een contract bij de Indiana Pacers maar dat werd eind oktober weer ontbonden samen met die van Jimmie Hunter. Hij speelde tijdens het seizoen 2005/06 voor het Koreaanse Seoul Knights en het Japanse OSG Phoenix. Hij speelde in de zomer van 2006 in de NBA Summer League voor de Indiana Pacers. Eind januari 2007 tekende hij bij de Sioux Falls Skyforce. In de zomer van 2007 speelde hij in de NBA Summer League voor de Orlando Magic. Hij tekende in september 2007 bij de Utah Jazz maar eind oktober slaagde hij er opnieuw niet in om zich in de ploeg te spelen net zoals Donnell Harvey. Hij speelde daarna nog kort voor de Sioux Falls Skyforce maar vertrok er in december 2007.
Hij tekende toen eind december 2007 voor de Eiffeltowers Den Bosch waar hij de rest van het seizoen 2007/08 speelde. In september 2008 werd hij door de Reno Bighorns gekozen in de NBA D-League Expansion Draft 2008 als eerste. Hij speelde het seizoen 2008/09 voor de Reno Bighorns. In 2010 speelde hij voor de Buffalo Stampede uit de Premier Basketball League.
In 2011 speelde hij nog voor het Mexicaanse Guindas de Nogales en daarna voor Huracanes de Tampico. Hij speelde in 2012 voor Guaros de Lara uit Venezuela. In het seizoen 2012/13 speelde hij voor de Jacksonville Giants en werd met hen ABA-kampioen.
Na zijn spelerscarrière werd Brown een coach, eerst als assistent bij de East High School van 2013 tot 2015. Van 2015 tot 2018 was hij assistent-coach bij de Villa Maria College Vikings. Sinds 2018 is hij hoofdcoach bij de Bryant & Stratton College Bobcats.

## Erelijst
- All-NBDL Second Team: 2005
- Nederlands bekerwinnaar: 2008
- ABA-kampioen: 2013

## Statistieken

### Reguliere Seizoen
| Seizoen  | Team               | WG | WS | MPW  | 2P%  | 3P%  | FW%  | RPW | APW | SPW | BPW | PPW |
| -------- | ------------------ | -- | -- | ---- | ---- | ---- | ---- | --- | --- | --- | --- | --- |
| 2001/02  | Philadelphia 76ers | 17 | 0  | 3,9  | 40,0 | 0,0  | 87,5 | 0,2 | 0,1 | 0,1 | 0,1 | 1,4 |
| 2002/03  | Toronto Raptors    | 5  | 3  | 23,0 | 33,3 | 0,0  | 75,0 | 3,0 | 0,6 | 0,2 | 0,0 | 5,6 |
| 2003/04  | New Jersey Nets    | 3  | 0  | 5,7  | 10,0 | –    | 50,0 | 1,7 | 0,0 | 0,7 | 0,0 | 1,0 |
| 2004/05  | Washington Wizards | 14 | 0  | 10,9 | 37,3 | 36,4 | 44,4 | 2,0 | 1,0 | 0,1 | 0,4 | 3,9 |
| Carrière | Carrière           | 39 | 3  | 9,0  | 34,2 | 28,6 | 66,7 | 1,3 | 0,5 | 0,1 | 0,2 | 2,8 |